# 牛津风云
《牛津风云》（英語：A Yank at Oxford），英国电影，由杰克·康韦执导，约翰·桑德斯和利昂·戈登编剧，米高梅英国工作室在德纳姆工作室制作，罗伯特·泰勒、赖尼尔·巴利摩、莫琳·奥沙利文、费雯·丽、埃德蒙·格温主演。
《牛津风云》是费雯·丽和罗伯特·泰勒首次共同出演的电影。他们后来成为《魂断蓝桥》（1940年）的主演。 在这部电影之前，泰勒被比作1930年代的鲁道夫·瓦伦蒂诺，其男性气质饱受质疑。他在这部电影中的出演成功打消了这些疑虑，并极大地提升了他在男性和女性中的声誉。

## 剧情
李·谢里丹（罗伯特·泰勒饰），一位自负的美国运动员，于1937年获得奖学金，准许到牛津大学红衣主教学院学习。由于他的父亲丹（賴尼爾·巴利摩饰）收入有限，李起初不愿意去大学，但他最终还是决定去学习。甫一进入英格兰，李即在前往牛津的火车上向保罗·博蒙特（格里菲斯·琼斯饰）、韦弗特里（罗伯特·库特饰）和拉姆齐（彼得·克罗夫特饰）吹嘘自己运动生涯的胜利。他们很生气，于是骗李在错误的车站下车。然而，李继续前往牛津，学生们再次欺骗他，这次他认为将有一场盛大的欢迎仪式等着他。他看穿了这个欺骗行为，决定跟着冒充主任的恶作剧者，最终却给了真正的主任（埃德蒙·格温饰）屁股一脚。李道歉后，他们之间的充满争议的关系开始了。
李想着离开牛津，但在被他的私人仆人斯卡特斯（爱德华·里格比饰）说服之后决定继续留下来。李遇见了艾尔莎·克拉多克（费雯·丽饰），一位帮助新生的已婚女子，并与保罗·博蒙特的妹妹莫莉（莫琳·奥沙利文饰）建立了恋爱关系。运动会上，李穿着帽子和长袍，超越了其他选手。就在开始融入新环境的时候，他在一次田径比赛的重要接力比赛中拒绝休息，推倒他的替补选手保罗并取得胜利，人们为他感到羞愧。李愤怒地去了一家禁止学生光顾的酒吧想与保罗对峙，却在一个私人小间发现他与艾尔莎在一起。他与保罗打架，但韦弗特里警告他们牛津大学警察马上就要来了。李和保罗跑了，当他们差点儿被其中一个警察抓住时，李打了警察一拳。保罗被叫到主任面前，因为打警察而被罚款并受到警告。他说是李打的，却受到蔑视，李反而很快就成了保罗的老朋友最好的朋友。莫莉开始再次和他见面，但李仍然觉得她和保罗之间的关系很紧张。
李开始在牛津大学划船会划船。在代表红衣主教划船俱乐部参加的碰撞比赛中，他在赢得比赛后试图对保罗表示和好，但保罗拒绝接受友谊。虽然这样，但当艾尔莎寻找保罗时，李仍然帮助保罗将艾尔莎藏在自己的房间里。院长抓住他们两个并将李从牛津大学开除。李的父亲没有听说李被驱逐出牛津大学，仍然前来观看比赛。李告诉他他和艾尔莎有染，然而丹却认为他在撒谎。丹从李写的有关莫莉的信中看出他对莫莉的感觉，觉得李不可能与艾尔莎有染。丹与莫莉会面，两人制定了让李重新回到大学的计划。丹在书店遇见艾尔莎，并说服她与主任交谈。她与主任调情，并告诉他李只是为了避免她被韦弗特里找到才将她藏起来。李随后被允许回到牛津。韦弗特里则想利用这整个故事来让自己被驱逐，进而使他可以继承一笔遗产，然而让他失望的是，他只受到了轻微的惩罚。李和保罗终于和好，最后赢得了牛津剑桥赛艇对抗赛。

## 演员
- 罗伯特·泰勒 饰 李·谢里丹
- 賴尼爾·巴利摩 饰 丹·谢里丹
- 莫琳·奥沙利文 饰 莫莉·博蒙特
- 费雯·丽 饰 艾尔莎·克拉多克
- 埃德蒙·格温 饰 红衣主教学院主任
- 格里菲斯·琼斯 饰 保罗·博蒙特
- C·V·弗朗斯 饰 斯诺德格拉斯主任
- 爱德华·里格比 饰 斯卡特斯
- 莫顿·塞尔滕 饰 塞西尔·戴维森先生
- 克劳德·吉灵沃特 饰 本·道尔顿
- 塔利·马歇尔 饰 西法斯
- 瓦尔特·金斯福德 饰 威廉姆斯主任
- 罗伯特·库特 饰 韦弗特里
- 彼得·克罗夫特 饰 拉姆齐
- 诺埃尔·豪利特 饰 汤姆·克拉多克
- 罗纳德·夏纳 饰 自行车修理工
- 乔恩·珀特维（临时演员，他的第一部电影）

## 制片
《牛津风云》是米高梅的第一部英国作品，米高梅的负责人路易·B·梅耶个人对本片制作感兴趣。 英国剧作家罗兰·珀特威是几位名字未在电影中出现的编剧之一，而弗朗西斯·斯科特·菲茨杰拉德也花了三个星期的时间编写剧本，改了一些粗糙的内容并增加了一些对话。梅耶和巴尔肯后来就布景问题发生争执，教费雯·丽和莫琳·奥沙利文听到了，使巴尔肯辞去了制片人的职务。
令其他演员惊讶的是，泰勒能够自己完成所有的体育镜头，特别是跑步和划船。他学生时曾在多恩学院参加田径比赛。
起初，梅耶不愿意让当时不怎么出名的费雯·丽扮演艾尔莎·克拉多克的角色，直到被迈克尔·巴尔肯说服，因他说她就住在英国，而让其他人坐飞机来英国会花费更多的钱。
根据费雯·丽的说法，她得自己花钱买鞋，并要求米高梅报销部分款项。另一方面，米高梅表示，他们已经买了鞋子，她不需要为这部电影支付一分钱。由于这个争议，她的经理亚历山大科达给她发了一条消息，说如果她继续这样，他就不会续签合同。她最终有所改变，她的合同也得到了续签。
一些电影历史学家认为，《牛津风云》有助于让大卫·O·塞尔兹尼克注意到费雯·丽，最终将她选为《乱世佳人》女主角。不管她以前的行为如何，她在拍《牛津风云》时尽量不再争吵，并给罗伯特·泰勒留下深刻印象。泰勒回到好莱坞后，谈论起曾与之合作过的伟大的英国女演员，并向仍在寻找郝思嘉的塞尔兹尼克建议，他们应该考虑考虑她。

## 反响
《牛津风云》及其续集，1942年的《伊顿风云》，以一种总体上积极正面的角度描绘了英国人，并为战争年代在美国和英国流行的其他电影奠定了基础。这部电影后来在勞萊與哈台电影《漫游牛津》（A Chump at Oxford）（1940年）中被模仿，并改编为《牛津之恋》（1984年）。

### 票房
根据米高梅的记录，这部电影在美国和加拿大票房为1,291,000美元，在其他地方票房为1,445,000美元，总获利513,000美元。